# Wattam
Wattam è un videogioco d'avventura-rompicapo sviluppato da Funomena e pubblicato da Annapurna Games nel 2019. 
Il gioco è diretto da Keita Takahashi, ed ha lo stesso tono delle sue precedenti produzioni, come Katamari Damacy o Nobi Nobi Boy.

## Trama
Il Sindaco è triste perché si ritrova solo, in un mondo buio e senza amici. Parte quindi alla ricerca di far ritornare gli abitanti, e il mondo, a com'era prima di una grande catastrofe.
Il gioco ha un tono allegro, semplice ma senza senso, che rimanda al tipico comportamento dei bambini in età prescolare.

## Modalità di gioco
Scopo del gioco è generare/richiamare più amici interagendo con quelli già presenti nella mappa: ogni singolo amico, solitamente un oggetto ben definito di grandezza variabile, ha un nome e abilità speciali, come Fiore che può far starnutire Naso se ci va vicino, o Water che se fa andare giù per lo sciacquone qualsiasi amico lo trasforma in Cacca. Alcuni amici possono essere utilizzati come piattaforme per rendere accessibili nuove zone del mondo, e più avanti nel gioco ci saranno piccole quest da risolvere. 
Altri modi di avanzare nel gioco sono unire gli amici a formare un girotondo o, abilità unica dei Sindaci, sollevare il cappello per far scatenare un'esplosione di divertimento.
Il gioco può essere giocato da soli o in cooperazione.

## Sviluppo
Il nome del gioco deriva dal kana giapponese wa e dalla parola in tamil vattam, che vuol dire cerchio.
Originariamente, il gioco sarebbe dovuto essere sviluppato dal Santa Monica Studio ed essere quindi un'esclusiva per PlayStation 4: quando Sony smise di essere coinvolta nello sviluppo, venne sostituita da Annapurna Interactive nel 2017.
Lo sviluppo di Wattam è stato difficile, col gioco che è rimasto in produzione per cinque anni.

### Promozione
Wattam, annunciato per la prima volta alla PlayStation Experience 2014, fu ritrattato come un'esclusiva il 7 ottobre 2016.
Il primo trailer venne presentato nel 2015.
Il gioco fu presentato in anteprima al PAX East nel 2018.

### Pubblicazione
Wattam fu pubblicato per PlayStation 4 e per PC, in esclusiva per Epic Games, il 17 dicembre 2019. La versione per Steam uscì l'anno dopo, il 18 dicembre. Il gioco ha ricevuto un'edizione fisica limitata lo stesso anno, per PS4.

## Accoglienza
Wattam ha un punteggio di 72 su Metacritic, indicante recensioni miste.
Icilio Bellanima di Everyeye.it l'ha definito non tanto un videogioco, ma una divertente esperienza che fa stare in pace col mondo. Alessandro Apreda di IGN Italia l'ha definita un'esperienza divertente, soprattutto in compagnia, ma breve. Lara Arlotta di Eurogamer l'ha giudicato divertente, ma molto limitato da lato software e privo di rigiocabilità. Emilia Gera di The Guardian l'ha giudicato ripetitivo.
Il gioco è stato nominato ai sedicesimi British Game Awards nelle categorie Famiglia, Game Design e Musica.